# Srbija in Črna gora
Državna skupnost Srbije in Črne gore (običajno le Srbija in Črna gora) je ime nekdanje državne zveze Srbije in Črne gore, ohlapne skupnosti v Evropi, ki je bila naslednica nekdanje države z imenom Zvezna republika Jugoslavija.
Država je na jugu mejila na Jadransko morje, Albanijo in Makedonijo, na vzhodu na Bolgarijo in Romunijo, na severu na Madžarsko, ter na zahodu na Hrvaško in Bosno in Hercegovino.
Srbija in Črna gora, preostali republiki nekdanje SFRJ, sta se dogovorili, da bosta sodelovali le na nekaterih političnih področjih, npr. v obrambni zvezi. Državi sta imeli svoji lastni ekonomski politiki in valuti. Srbija in Črna gora ni imela več enotnega glavnega mesta; čeprav je bila večina ustanov v Beogradu, so se nekatere premaknile v Podgorico.
Nova ustava je bila sprejeta 4. februarja 2003, in vsaka od obeh držav je lahko zahtevala popolno samostojnost s pomočjo referenduma, razpisanega v letu 2006. 21. maja 2006 je potekal referendum v Črni gori, na katerem se je večina opredelila za samostojno državo (55,5 % za samostojnost, mednarodna politika je za veljavnost odločitve za osamosvojitev zahtevala vsaj 55 %).
3. junija 2006 je Črna gora razglasila neodvisnost, s čimer je od Državne skupnosti Srbije in Črne gore, ostala le Srbija.
5.junija je tudi Parlament Srbije razglasil neodvisnost in samostojnost, s čimer je propadla Državna skupnost Srbije in Črne gore kot preostanek Jugoslavije.